# Гранд Прери (Алберта)
Гранд Прери (енгл. Grande Prairie) је град у северозападном делу канадске преријске провинције Алберта. Налази се у југозападном делу интерпровинцијске географске регије Пис, и највећи је градски центар на потезу између Едмонтона, главног града Алберте и Фербанкса на Аљасци. 
Са око 55.000 становника 2011. седми је по величини град у провинцији. 
Често га називају и градом лабудова (Swan City) јер лежи на миграцијској рути ових птица.

## Географија
Град се налази нешто северније од 55. паралеле на 465 км северозападно од Едмонтона. Са севера, истока и запада окружен је пространим фармама док су једино на југу густе тајге (јасен, бор, смрча) које се простиру све до обронака Стеновитих планина. 
Рељеф је углавном равничарски, са ретким брежуљкастим узвишењима, и надморском висином од 669 метара. Кроз град протиче малени поток Бер Крик који се недалеко од насеља улива у реку Вапити. 
Град је смештен у подручју прелазне екотон зоне шумостепе јасике која се налази између прерија и бореалних шума.
Клима је континентална са јаким утицајем хладних ваздушних маса са севера. Зиме су веома хладне и дуге док су лета доста блага. Температуре изнад 30 °C током лета су веома ретке. 
Просечна јануарска температура је -19 °C, у јулу око 16 °C.
Просечна годишња количина падавина је око 447 мм. Сваке године у просеку падне око 158 цм снега који се задржава по неколико месеци, мада нису ретке ни зиме са изразито ниским снежним покривачем.

## Историја
Током 18. века преријска подручја око данашњег Гранд Прерија населили су индијански народи из племена Бивер који су се бавили трговином са европским трговцима. Године 1880. компанија Хадсоновог залива је неких 24 км северно од данашњег града основала трговачку станицу. Највећи вал досељеника захватио је подручје почетком 20. века, а насеље је 1916. постало редовна станица железничког саобраћаја. Насеље је 1914. добило статус села а већ 1919. и статус вароши. Насеље добија статус града 1958. године и тада је имало преко 7.000 житеља. 
Име града произлази из његовог географског положаја у пространој прерији па отуда и назив Гранд Прери или велика прерија.

## Демографија
Према резултатима пописа становништва из 2011. у граду је живело 55.032 становника или 16,8% више у односу на резултате пописа из 2006. године када је регистровано 47.107 житеља.
| 1996.  | 2001.  | 2006.  | 2011.  | 2016.  |
| ------ | ------ | ------ | ------ | ------ |
| 31.140 | 36.983 | 47.076 | 55.032 | 63.166 |

Према попису становништва из 2006. око 9% становника изјаснило се као припадници првих народа, а као највећа мањинска заједница означени су Филипинци. Енглески је матерњи језик за 90% становника, француски за 3% те око 2% је говорника немачког језика.

## Привреда и саобраћај
Главне гране инустрије у граду и околини су производња и прерада нафте и земног гаса, хране и дрвета. 
Подручје се развило на изразито јакој пољопривредној производњи а главне културе и данас су пшеница, јечам, зоб и уљана репица. У сточарству доминира говедарство (домаће говече и бизон). Уједно ово је најсеверније велико пољопривредно подручје на тлу Северне Америке. 
Прва налазишта нафте и гаса откривена су током педесетих година прошлог века, а њихова интензивна експлоатација почела је тек двадесетак година касније. У шумским пределима јужно од града подигнуто је неколико великих пилана.
На око 5,5 км западно од града налази се аеродром који представља најбржу везу града и околине са Едмонтоном и Калгаријем. Регионални ауто-пут 34 повезује град са Едмонтоном на југоистоку, односно Британском Колумбијом на западу.